# Dave Dee
Dave Dee, właściwie David John Harman (ur. 17 grudnia 1941 r., w Salisbury, zm. 9 stycznia 2009 w Londynie) – angielski piosenkarz, gitarzysta i kompozytor, wokalista znanej w latach 60-XX w., formacji rockowej Dave Dee, Dozy, Beaky, Mick & Tich, działacz organizacji charytatywnej Nordoff-Robbins Music Therapy.
Karierę muzyczną rozpoczął w 1962 r., i pozostał aktywny niemalże do ostatnich dni przed śmiercią. Z formacją Dave Dee, Dozy, Beaky, Mick and Tich związany był od 1964 r., do rozwiązania zespołu w 1972 r. Następnie prowadził karierę solową.
Zmarł na raka po trzyletniej chorobie.